# Treat Me Right
"Treat Me Right" er en kompostion skrevet af Lasse Helner og Frank Lauridsen, og indspillet af The Baronets som B-side til singlen I Can Make It With You. Nummeret blev udgivet i begyndelsen af 1967, og selvom det egentlig var B-side, blev det er alligevel bandets kendingsmelodi. Treat Me Right blev indspillet d. 17. februar 1967 i Vanløse Bio, hvor Sonet havde studie. Det skete i samarbejde med produceren Jimmy Campell, som også var producer for bl.a. The Defenders.
 Der er for få eller ingen kildehenvisninger i denne artikel, hvilket er et problem. Du kan hjælpe ved at angive troværdige kilder til de påstande, som fremføres i artiklen.

| Musik | Spire Denne musikartikel er en spire som bør udbygges. Du er velkommen til at hjælpe Wikipedia ved at udvide den. |